# Glycerol-3-phosphat-O-Acyltransferase 3
Glycerol-3-phosphat-O-Acyltransferase 3 (GPAT3) ist ein Enzym aus dem Stoffwechsel von Lipiden.

## Eigenschaften
Die GPAT3 ist als Enzym aus der Gruppe der Glycerolphosphat-O-Acyltransferasen und der Acylglycerin-3-phosphat-O-Acyltransferasen an der Biosynthese von Triacylglyceriden beteiligt. Sie überträgt die Acylgruppe von Acyl-CoA auf die Hydroxygruppe an Position 1 von Glycerol-3-phosphat. Zudem überträgt sie Acylgruppen auf die Position 2 von Lysophosphatidsäure (d. h. wenn Position 1 bereits zuvor acyliert wurde). Bei GPAT3 wird die Enzymaktivität nach einer Aktivierung des Insulin-Rezeptors durch Phosphorylierung an Serin und Threonin verstärkt.
Die GPAT3 katalysiert folgende Reaktionen:
Acyl-CoA + sn-Glycerol-3-phosphat = CoA + 1-Acyl-sn-glycerol 3-phosphat
Acyl-CoA + 1-Acyl-sn-glycerol-3-phosphat = CoA + 1,2-Diacyl-sn-glycerol-3-phosphat
In Fettgewebe wird die Enzymaktivität von GPAT3 bei der Differenzierung zu Adipozyten auf das 60-fache erhöht. GPAT3 ist dort vermutlich das Hauptenzym für den Acyltransfer auf Glycerol-3-phosphat.